# غيانولي
غيانولي (Γιάννουλη) هي مدينة في لاريسا في مقاطعة فوريا إلادا في اليونان.
يبلغ عدد سكانها حوالي 7.885 نسمة.